# Mercury Mystique
Der Mercury Mystique war ein Mittelklasseauto, das von Mitte 1994 bis Herbst 2000 von Mercury, einer Marke der Ford Motor Company, gebaut wurde. Es war ein luxuriöseres Modell des gleichzeitig produzierten Schwestermodells Ford Contour, der auf dem europäischen Ford Mondeo basierte.

## Konzeptfahrzeug
1994 wurde auf der Detroit Auto Show ein Konzeptfahrzeug mit dem Namen Premys vorgestellt, eine Mischung aus "Preview" und "Mystique". Der Premys nahm das Grunddesign des ersten Mystique vorweg.

## Übersicht
Der Mystique war, wie der Contour, nur als viertürige Stufenhecklimousine lieferbar; die Schrägheck- und die Kombiversionen des Ford Mondeo wurden in Nordamerika nicht angeboten. Als Motorvarianten standen ein Vierzylinder-Reihenmotor mit 2,0 Litern und ein 2,5 Liter großer V6-Motor zur Verfügung; beide Motoren fanden in ähnlicher Form auch im Mondeo Verwendung.

### Facelift (1997)
Nach der ersten Hälfte der Produktionszeit gab es im Herbst 1997 eine umfangreichere Modellpflege, durch die das äußere Erscheinungsbild dem des europäischen Ford Mondeo angeglichen wurde. Die optischen Unterschiede zum Contour waren nun geringer. Vom Mystique gab es kein Äquivalent zum sportlichen Contour SVT.

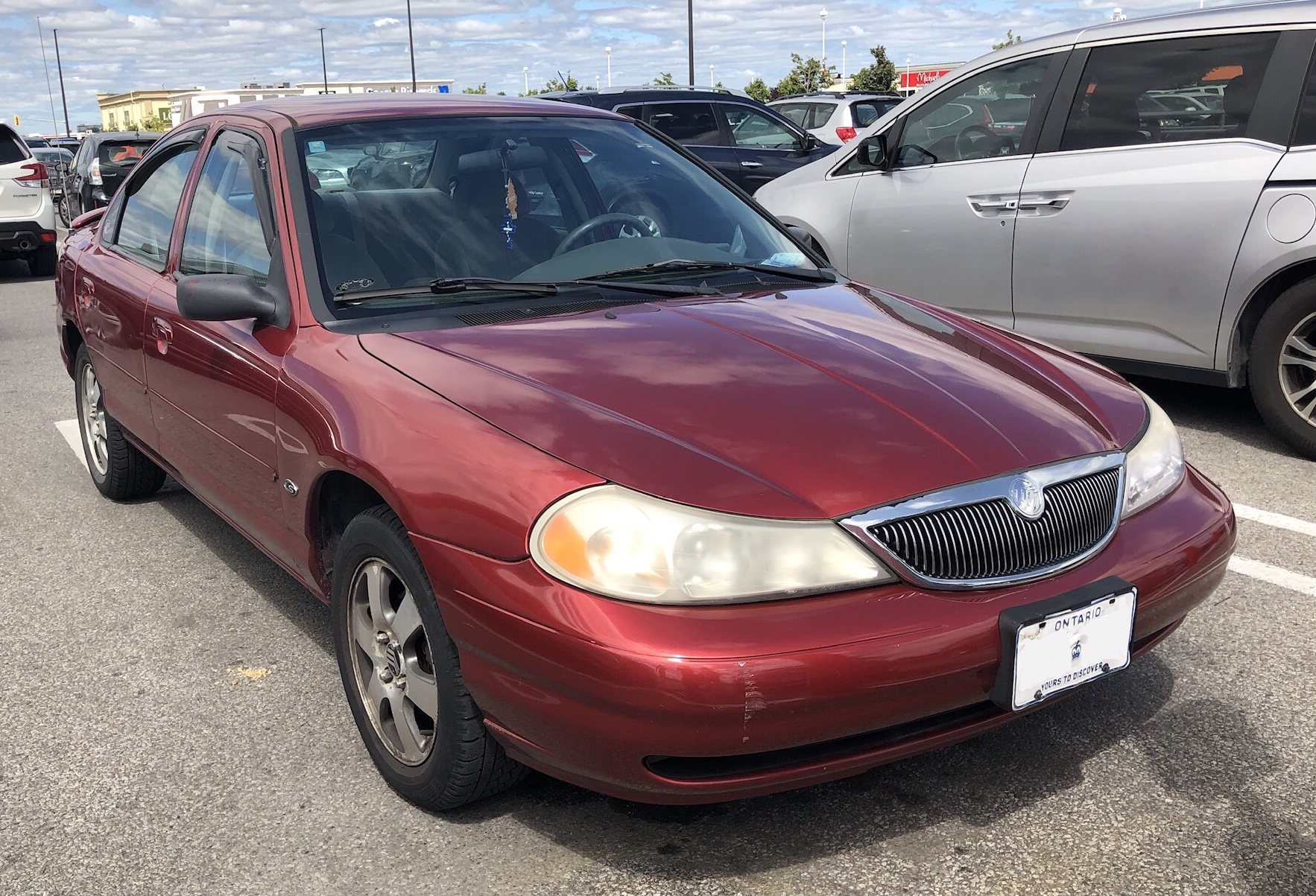
Mercury Mystique (1997–2000)
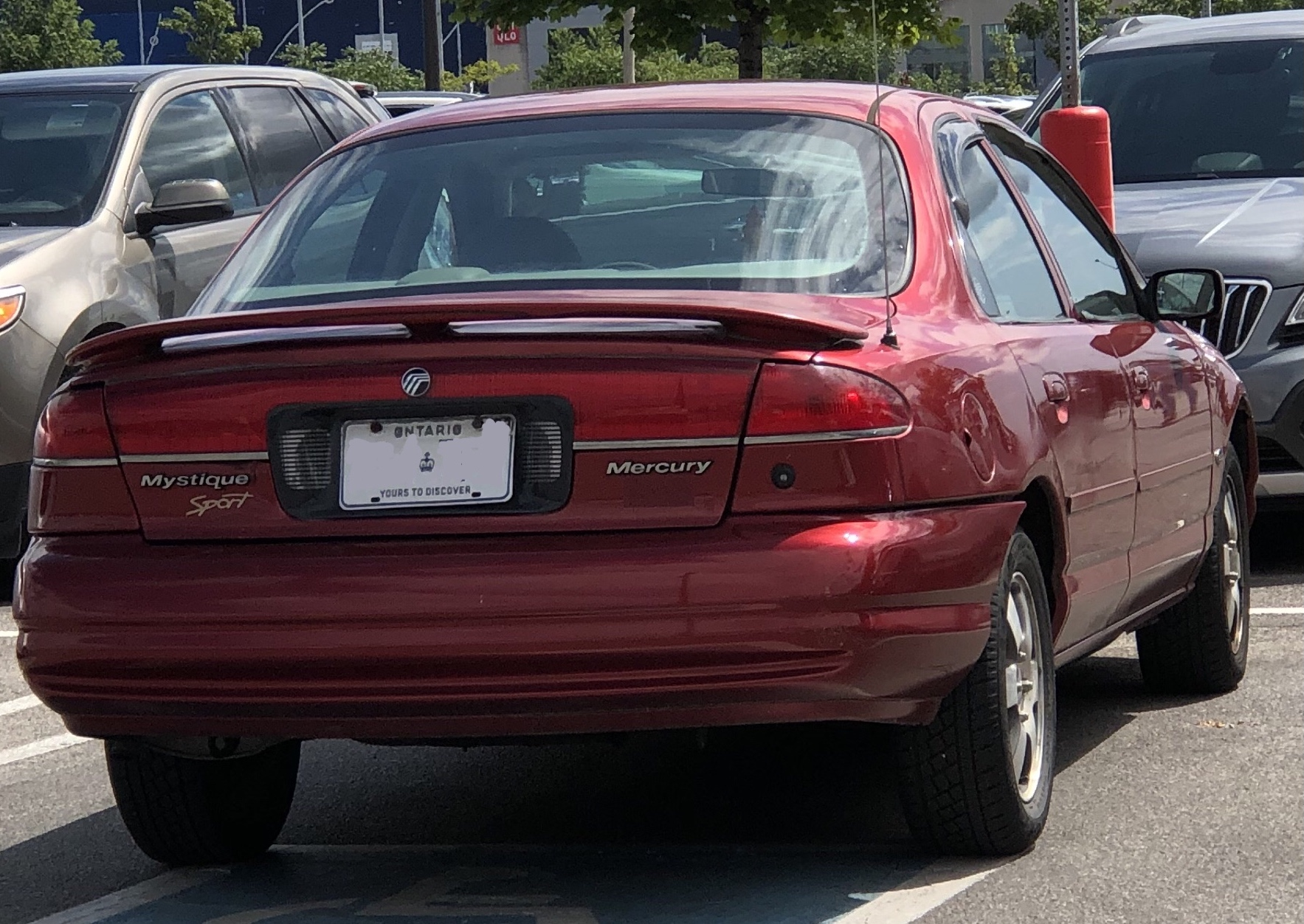
Heckansicht

## Einstellung der Produktion
Wie der Contour war auch der Mystique kein besonders erfolgreiches Modell des Ford-Konzerns. Deshalb blieben beide Modelle zunächst ohne Nachfolger. Mit Produktionsbeginn des amerikanischen Ford Fusion im Frühsommer 2005 erhielt der Mystique mit dem Mercury Milan, einem besser ausgestatteten Schwestermodell des Fusion, einen Nachfolger.